# Samuel Amsler

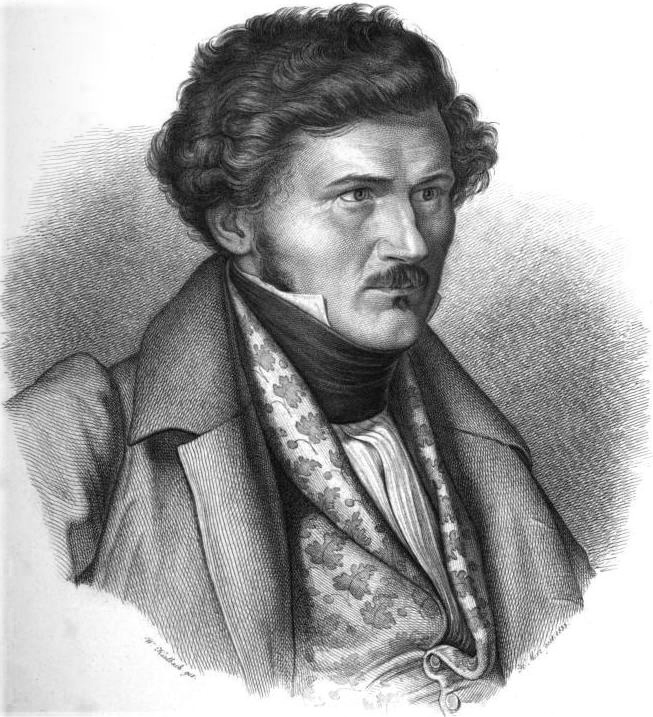
Samuel Amsler.

Samuel Amsler, född den 17 december 1791 i Schinznach, död den 18 maj 1849 i München, var en schweizisk kopparstickare.
Amsler blev professor vid konstakademin i München 1829. Han utförde, ofta i så kallade kartongmaner, stick, bland annat efter målningar av Rafael och andra renässanskonstnärer.